# Suture palato-ethmoïdale
La suture palato-ethmoïdale est la suture crânienne qui relie le la facette antéro-supérieure du processus orbitaire de l'os palatin à la partie postérieure de la face inférieure du labyrinthe ethmoïdal. La suture héberge une cellule ethmoïdo-palatine.